# روكيت باور
روكيت باور (بالإنجليزية: Rocket Power)‏ هو مسلسل تم إنتاجه في الولايات المتحدة. بدأ عرضه في سنة 1999 على نكلوديون. بلغ عدد مواسم المسلسل 4 مواسم،كما بلغ عدد حلقاته 71 حلقة، وتبلغ مدة الحلقة الواحدة 24 دقيقة. تم بث المسلسل لأول مرة بتاريخ 16 أغسطس 1999 بينما تم بث آخر حلقة منه بتاريخ 30 يوليو 2004.

## وصلات خارجية
- روكيت باور على موقع IMDb (الإنجليزية)
- روكيت باور على موقع روتن توميتوز (الإنجليزية)
- روكيت باور على موقع قاعدة بيانات الأفلام العربية
- روكيت باور على موقع كينوبويسك (الروسية)
- روكيت باور على موقع ألو سيني (الفرنسية)
- روكيت باور على موقع قاعدة بيانات الفيلم (الإنجليزية)